# ژوان لیبرو
ژوان لیبِرو (فرانسوی: Johan Libéreau‎؛ زادهٔ ۲۷ سپتامبر ۱۹۸۴) هنرپیشه اهل کشور فرانسه است. وی قبل از بازیگری شاگرد شیرینی پزی بوده است. این بازیگر از سال ۲۰۰۳ میلادی تاکنون مشغول فعالیت بوده‌است. از فیلم‌هایی که وی در آن نقش داشته است می‌توان به ۱۱٫۶، خار زیبا، گرند سنترال و کیو اشاره کرد.